# Klaudia Medlová
Klaudia Medlová (26 de octubre de 1993) es una deportista eslovaca que compitió en snowboard. Ganó una medalla de bronce en el Campeonato Mundial de Snowboard de 2015, en la prueba de slopestyle.

## Medallero internacional
| Campeonato Mundial | Campeonato Mundial    | Campeonato Mundial | Campeonato Mundial |
| Año                | Lugar                 | Medalla            | Competición        |
| ------------------ | --------------------- | ------------------ | ------------------ |
| 2015               | Kreischberg (Austria) | Medalla de bronce  | Slopestyle         |